# Àngel Terrón Homar
Àngel Terrón (Palma, 1953) és un científic i poeta balear. Té una llicenciatura i un doctorat en Ciències Químiques i actualment és catedràtic de Química Inorgànica a la Universitat de les Illes Balears. Àngel Terrón posseeix una amplitud d'horitzons poc comú i, per tant, resol en el seu propi ésser la típica confrontació entre ciències i lletres. En la seva obra, ambdues esferes sovint es fonen quan parla de temes universals com ara l'amor, el pas del temps, la filosofia i la quotidianitat.
El primer recull de poesia que va publicar va ser Iniciació a la química (1977), al qual van seguir els llibres de poemes Llibre del Mercuri (1982), Ternari (1986), Geometria Descriptiva (1999), Sons nets (2004) i À Mon Seul Désir (2007). També ha publicat l'antologia Art breu. Antologia 1973-2008 (2008).
També ha estat editor i coeditor respectivament de les revistes Blanc d'ou i Poetry and Sons, i codirector de la col·lecció de poesia Tafal a Palma. Col·labora habitualment amb diversos mitjans de comunicació, escriu per a Última Hora i Diari de Mallorca, i publica en revistes internacionals en el camp de la Química.
Fou recogenut l'any 2016 amb el Premi Quima Jaume dels Premis Literaris de Cadaqués per la seva trajectòria.
L'any 2022 guanyà el Premi de Poesia Pare Colom d'Inca, amb l'obra El jardí de les Mèrleres, inspirada en el món encerclat d'un jardí que és real, però que també és imaginari, amb un una referència contínua del passat, viscut des del present.

## Obra seleccionada
- Iniciació a la Química.  Ciutat de Mallorca: Tafal, 1977. Segona edició Editorial Moll (Belenguera ;75) 1996. ISBN 978-8427350755
- Noema.  La Musa Decapitada, 1978.
- Llibre del Mercuri.  Barcelona: Edicions del Mall, 1981 (Llibres del Mall;61). ISBN 978-84-7456-095-4.
- Ternari.  Barcelona: Edicions del Mall, 1986 (Llibres del Mall. Sèrie Ibèrica;105). ISBN 978-84-7456-360-3. (Premi de Poesia Josep M. López-Picó 1986)
- De Bell Nou.  Eumo, 1993.
- Al·lotropies.  Universitat de les Illes Balears, 1996.
- Geometria Descriptiva.  Barcelona: Proa, 1999 (Óssa menor;196). ISBN 978-84-8256-791-4.
- Paraula de poeta.  Govern de les Illes Balears, 2002.
- Sons Nets.  Palma de Mallorca: Moll, 2004 (Balenguera;112). ISBN 978-84-2735-112-7.
- À Mon Seul Désir.  El Tall, 2007. ISBN 978-84-9601-938-6.
- Els Noms del Cervell, Editorial Ensiola 2014, ISBN 978-84-942075-0-1
- Art Breu.Antologia. 1973-2008, Editorial Salobre, 2008.
- El Llibre del Mercuri 1975-1985, Editorial Lleonard Muntaner, 2019, ISBN 84-17153-80-2.
- El Jardí de les Mèrleres, Editorial Lleonard Muntaner, 2022. ISBN 978-84-18758-76-8

## Obra traduïda
- Het poëtisch gelaat van de Balearen [Anthology], tr. Bob de Nijs. Altea: Point, 2002.
- Poetry in the Balearic Islands at the end of the millenium [Anthology], tr. Estelle Henry-Bossonney. Palma: Documenta Balear, 2003.
- La Poésie aux Baléares à la fin du millénaire [Anthology], tr. Jean-Marie Barberà, Annie Bats & Christian Camps. Montpellier: Publications de Montpellier 3, 2002.
- Vinte poetas das Baleares, tr. Xavier Rodríguez Baixera. A Coruña: Espiral Maior, 2001.
- Antologie de poezie de autori din Insulele Baleare Secolul XX, tr. Nicolae Coman. Bucharest: Meronia, 2002.
- He decidido seguir viviendo... [Anthology], tr. José Bru & Jorge Souza. Mexico: Universidad de Guadalajara, 2004.
- Veinte poetas de las Baleares: antología del siglo XX, tr. Nicolau Dols, Gabriel de la S. T. Sampol & others. Madrid: Calambur, 2002.
- The Poetry of Science, traducció de 94 poemes feta per Rafael Peñas Cruz, London, Goat Star Books, 2021

## Premis
- 1986: Premi de Poesia Josep Maria López Picó de Vallirana per Ternari.[3]
- 2016: Premi Quima Jaume dels Premis Literaris de Cadaqués per la seva trajectòria.[2]
- 2022: Premi de Poesia Pare Colom d'Inca per El jardí de les Mèrleres.[3]